# Barraca de pedra (la Sénia)
La Barraca de pedra és un edifici de la Sénia (Montsià) inclòs a l'Inventari del Patrimoni Arquitectònic de Catalunya.

## Descripció
Es tracta d'una barraca de planta el·líptica que sobresurt del marge de delimitació de la finca al camí de MItjaplana. Una de les cares de la barraca està alineada al marge. Al costat de la barraca, recolzant-se al marge, hi ha una superfície per fer foc. La porta d'obertura està orientada cap a Sud-Est. El terra de la barraca està més enfonsat que l'exterior. Al costat de la porta hi ha una figuera.

## Història
Com passa normalment, la barraca és una construcció annexa a un marge de pedra, ja sia d'anivellació (com en aquest cas), o bé de delimitació de propietats.